# Europäische FilmPhilharmonie
Die Europäische FilmPhilharmonie ist eine Konzert- und Produktionsgesellschaft für Filmmusik. Sie wurde im Jahre 2000 von Frank Strobel und Beate Warkentien gegründet und hat ihren Sitz in Berlin. Unter der künstlerischen Leitung von Frank Strobel recherchiert sie kontinuierlich nach Originalmusiken und Neuvertonungen sowie nach restaurierten Filmkopien. Ziel ihrer Arbeit ist die nachhaltige Verankerung filmmusikalischer Kunstwerke im internationalen Kultur- und Konzertleben.

## Filmkonzert und Filmmusikkonzert
Den Kern der Arbeit der Europäischen FilmPhilharmonie bilden die Film- und Filmmusikkonzerte. Sie verfügt über einen Katalog mit mehr als 100 Titeln. Bei einem Filmkonzert handelt es sich um eine Live-Orchesteraufführung synchron zur Projektion eines Films. Darunter befinden sich die beliebten Chaplin Classics (Goldrausch, Moderne Zeiten, Lichter der Großstadt, Der Zirkus), die German Classics (Nosferatu – Eine Symphonie des Grauens, Die Nibelungen, Die Abenteuer des Prinzen Achmed u. a.) und die Russian Classics (Panzerkreuzer Potemkin, Das neue Babylon, Die letzten Tage von St. Petersburg u. a.). Die Filmmusikkonzerte sind rein sinfonische Konzertdarbietungen verschiedener Auszüge aus Filmmusiken.

### Metropolis
Mit einem überraschenden Fund in Buenos Aires 2008 begann das weltweit beachtete Restaurierungsprojekt von Metropolis. Entdeckt wurde eine über lange Zeit vergessene, weltweit einzigartige Fassung des Filmes, die bislang verloren geglaubte Szenen enthielt. Durch die neu eingefügten Teile unterscheidet sich Metropolis (D 1927/2010) nun von der früheren, deutlich kürzeren Fassung aus dem Jahr 2001. Sie geben der Geschichte eine neue Balance und lassen die menschlichen Handlungsmotive vor der atemberaubenden Science-Fiction-Kulisse deutlicher hervortreten.
Bei der Rekonstruktion der Montage der Uraufführungsfassung spielte die Musik eine entscheidende Rolle: Die Originalpartitur von Gottfried Huppertz zählte zu den wichtigsten Quellen. Huppertz’ Musik ist mit ihrer einprägsamen und erfindungsreichen Leitmotivik integraler Bestandteil von Metropolis. So exakt, wie die Musik auf den Film hin komponiert ist, erschafft sie einen komplementären (Gefühls-)Raum für das, was Fritz Lang filmisch konstruiert. Es entstand eine Neu-Edition des Notenmaterials unter der Leitung von Frank Strobel, die strikt auf den im Filmmuseum Berlin erhaltenen Originalmanuskripten aufbaut.
Am 12. Februar 2010 wurde  Metropolis 27/10 im Rahmen der 60. Berlinale gleichzeitig live im Berliner Friedrichstadtpalast vom Rundfunk-Sinfonieorchester Berlin unter der Leitung von Frank Strobel und in der Frankfurter Alten Oper vom  Staatsorchester Braunschweig unter Helmut Imig uraufgeführt.

### Matrix Live – Film in Concert
2010 brachte die Europäische FilmPhilharmonie unter der Leitung von Frank Strobel und mit Unterstützung des Filmkomponisten Don Davis erstmals den Science-Fiction-Film Matrix aus dem Jahre 1999 in den Konzertsaal. Don Davis’ Komposition passt sich der Vielschichtigkeit des Filmes Matrix an: Minimalistische und polytonale Techniken treffen auf dissonante Tonschichtungen und Ausbrüche in „klassische“ Stile. Die verschiedene Tonräume – Orchester, präparierte Instrumente, Dialoge, Soundeffekte – werden zueinander in Bezug gebracht und vor allem die Musik in den Vordergrund gerückt. Die Musik, die den Bildern noch mehr Kraft verleiht, verschmilzt nun mit dem Film zu einem Gesamtkunstwerk. Matrix Live – Film in Concert wurde mit der NDR Radiophilharmonie auf dem Schleswig-Holstein Musik Festival 2010 uraufgeführt. Im Oktober 2011 wird das Projekt in der Royal Albert Hall aufgeführt.

## Filmmusikproduktion
Das Unternehmen spezialisierte sich seit ihrer Gründung auch im Bereich der Filmmusikproduktion. Dabei organisiert und betreut sie die Einspielung der Musik zu Filmproduktionen. Sie stellt je nach Projekt den Klangkörper (Orchester, Chor u. a.), den Dirigenten, das Orchestermaterial, den Aufnahmeort, die Aufnahmetechnik und den Tonmeister. Zu den jüngsten Filmmusikproduktionen gehören Die Päpstin mit der Musik von Marcel Barsotti, Böseckendorf mit der Musik von Jörg Rausch, Empire of Silver mit der Musik von Cong Su, Han Li und Seikou Nagaoka und Buddenbrooks mit der Musik von Hans-Peter Ströer.

### Orchesterverbund
In ihrem speziell für die Filmmusikproduktionen gegründeten Orchesterverbund vereint die Europäische FilmPhilharmonie verschiedene deutsche Konzert- und Musiktheaterorchester. Dazu zählen:
- Brandenburgisches Staatsorchester Frankfurt (Oder)
- Deutsche Staatsphilharmonie Rheinland-Pfalz
- Hamburger Symphoniker
- Münchner Symphoniker
- Staatskapelle Weimar
- WDR Rundfunkorchester Köln
- Norddeutsche Philharmonie Rostock
- Ensemble Kontraste